# 1971-es magyar teniszbajnokság
Az 1971-es magyar teniszbajnokság a hetvenkettedik magyar bajnokság volt. A bajnokságot augusztus 15. és 22. között rendezték meg Budapesten, a Vasas Pasaréti úti tenisztelepén, majd 19-től a Dózsa margitszigeti teniszstadionjában.

## Eredmények
| Versenyszám  | Arany                                         | Arany | Ezüst                                     | Ezüst | Bronz                                                                                      | Bronz |
| ------------ | --------------------------------------------- | ----- | ----------------------------------------- | ----- | ------------------------------------------------------------------------------------------ | ----- |
| Férfi egyéni | Gulyás István Újpesti Dózsa                   |       | Taróczy Balázs Vasas SC                   |       | Varga Géza Újpesti Dózsa                                                                   |       |
| Női egyéni   | Szabó Éva Vasas SC                            |       | Szörényi Judit Bp. Spartacus              |       | Borka Katalin Újpesti Dózsa                                                                |       |
| Férfi páros  | Szőke Péter, Szőcsik András VM Egyetértés     |       | Gulyás István, Benyik János Újpesti Dózsa |       | Hámori Tamás, Mészáros István Bp. HonvédMachán Róbert, Taróczy Balázs Bp. Honvéd, Vasas SC |       |
| Női páros    | Széll Erzsébet, Szörényi Judit Bp. Spartacus  |       | Szabó Éva, Hensch Judit Vasas SC          |       | Borka Katalin, Klein Beatrix Újpesti DózsaGráczol Ágnes, Balogh Betty Bp. Honvéd           |       |
| Vegyes páros | Machán Róbert, Szabó Éva Bp. Honvéd, Vasas SC |       | Gurmai Mihály, Hensch Judit Vasas SC      |       | Fehér János, Gráczol Ágnes Bp. HonvédKlein Péter, Klein Beatrix Újpesti Dózsa              |       |

Megjegyzés: A magyar sport évkönyve szerint férfi párosban csak a Hámori Tamás–Mészáros István pár volt a 3. helyezett.